# 玛加丽塔·切尔诺乌索娃
玛加丽塔·谢尔盖耶芙娜·切尔诺乌索娃（俄語：Маргарита Сергеевна Черноусова，1996年3月24日—），旧姓洛莫娃（Ломова），生于新库兹涅茨克，是一名俄罗斯女子射击运动员，主攻手枪项目。她的父亲从事步枪射击运动，她也受父亲影响在10岁时开始练习射击。2008年，她开始参加射击比赛。她的丈夫阿爾喬姆·切爾諾烏索夫同样是一名射击运动员，两人曾在2019年欧洲运动会上共同搭档获得混合团体50公尺手枪金牌，并在同年8月结婚。